# Фил (река)
Фил (англ. River Feale, ирл. Abhainn na Feile) — река в Ирландии.
Река берёт начало в горах Маллагарайрк на юго-западе Ирландии в графстве Корк рядом с небольшим селением Рок-Чапел. Протекает в северо-западном направлении через города Аббифил и Листоуэл до эстуария реки Шаннон.
Река богата лососем и форелью.